# Liste der denkmalgeschützten Objekte in Seibersdorf (Niederösterreich)
Die Liste der denkmalgeschützten Objekte in Seibersdorf enthält die 17 denkmalgeschützten, unbeweglichen Objekte der Gemeinde Seibersdorf im niederösterreichischen Bezirk Baden.

## Denkmäler
| Foto |                 | Denkmal                                                                           | Standort                                              | Beschreibung | Metadaten |
| ---- | --------------- | --------------------------------------------------------------------------------- | ----------------------------------------------------- | --- | --- |
| ja   | Datei hochladen | Kath. Pfarrkirche hll. Philippus und Jakobus HERIS-ID: 58760 Objekt-ID: 69576     | Kirchengasse Standort KG: Deutsch Brodersdorf         | Die unter dem Patrozinium der Apostel Philippus und Jakobus stehende Pfarrkirche, 1792 von Grund auf neu errichtet, ist ein josephinischer Bau mit Ostturm. Sie verfügt über einen neugotischen Altar und mehrere barocke Ausstattungsgegenstände. | BDA-Hist.: Q38084665 Status: § 2a Stand der BDA-Liste: 2025-06-30 Name: Kath. Pfarrkirche hll. Philippus und Jakobus GstNr.: 346 Pfarrkirche Deutsch Brodersdorf             |
| ja   | Datei hochladen | Volksschule HERIS-ID: 65989 Objekt-ID: 78859                                      | Obere Hauptstraße 39 Standort KG: Deutsch Brodersdorf | Das Volksschulgebäude wurde 1874/1875 als Ersatz für einen Vorgängerbau von 1793 errichtet. | BDA-Hist.: Q38112329 Status: § 2a Stand der BDA-Liste: 2025-06-30 Name: Volksschule GstNr.: 326                                                                              |
| ja   | Datei hochladen | Pfarrhof HERIS-ID: 49591 Objekt-ID: 53475                                         | Obere Hauptstraße 44 Standort KG: Deutsch Brodersdorf | Laut Darstellung des Erzherzogtums Oesterreich unter der Ens ist der „Pfarrhof nebst dem Schulhause […] seit 1793 neu erbaut“. | BDA-Hist.: Q38034831 Status: § 2a Stand der BDA-Liste: 2025-06-30 Name: Pfarrhof GstNr.: 36                                                                                  |
| ja   | Datei hochladen | Schloss Brodersdorf HERIS-ID: 65988 Objekt-ID: 78858seit 2013                     | Obere Hauptstraße 41 Standort KG: Deutsch Brodersdorf | Das ehemalige Wasserschloss aus dem 16. Jahrhundert präsentiert sich als dreigeschoßiges Ensemble mit Hauptbau und vier Eckbasteien sowie einem prächtigen Park. | BDA-Hist.: Q38112322 Status: Bescheid Stand der BDA-Liste: 2025-06-30 Name: Schloss Brodersdorf GstNr.: 341/1, 348 Schloss Brodersdorf                                       |
| ja   | Datei hochladen | Mariensäule HERIS-ID: 65991 Objekt-ID: 78861                                      | Standort KG: Deutsch Brodersdorf                      | An der Oberen Hauptstraße von Deutsch-Brodersdorf steht eine Mariensäule aus dem Jahr 1745. | BDA-Hist.: Q38112348 Status: § 2a Stand der BDA-Liste: 2025-06-30 Name: Mariensäule GstNr.: 353                                                                              |
| ja   | Datei hochladen | Gnadenstuhl HERIS-ID: 65993 Objekt-ID: 78863                                      | Standort KG: Deutsch Brodersdorf                      | Der Gnadenstuhl wurde zur Erinnerung an die Pestausbrüche von 1679 und 1713 errichtet. | BDA-Hist.: Q38112356 Status: § 2a Stand der BDA-Liste: 2025-06-30 Name: Gnadenstuhl GstNr.: 1218                                                                             |
| ja   | Datei hochladen | Wohnhaus, ehem. Pfarrhof HERIS-ID: 65982 Objekt-ID: 78852                         | Hauptstraße 22 Standort KG: Seibersdorf               | Der zweigeschoßige Bau unter Walmdach stammt im Kern aus dem 17. Jahrhundert, die Fassade vom Ende des 18. Jahrhunderts. | BDA-Hist.: Q38112276 Status: Bescheid Stand der BDA-Liste: 2025-06-30 Name: Wohnhaus, ehem. Pfarrhof GstNr.: 27 Ehemaliger Pfarrhof Seibersdorf                              |
| ja   | Datei hochladen | Schlossanlage Seibersdorf HERIS-ID: 35032 Objekt-ID: 33623                        | Marktplatz 1 Standort KG: Seibersdorf                 | Das vermutlich im 16. Jahrhundert errichtete Renaissanceschloss in der Ortsmitte von Seibersdorf wurde im 18. Jahrhundert unter weitgehender Beibehaltung des äußeren Erscheinungsbildes barock erneuert. | BDA-Hist.: Q1717062 Status: Bescheid Stand der BDA-Liste: 2025-06-30 Name: Schlossanlage Seibersdorf GstNr.: 1/1, 1/2, 1/3, 1/4, 1/5, 1/6, 1/7, 1/8, 1/9 Schloss Seibersdorf |
| ja   | Datei hochladen | Ehem. Pferdestall HERIS-ID: 100483 Objekt-ID: 116711                              | Parkweg 7 Standort KG: Seibersdorf                    | Der eingeschoßige Bau unter einem Satteldach stammt aus dem 18. Jahrhundert, teilweise sind die originalen Pferdetränken erhalten. Der Bau wird heute als Wohnhaus genutzt. | BDA-Hist.: Q37784513 Status: Bescheid Stand der BDA-Liste: 2025-06-30 Name: Ehem. Pferdestall GstNr.: 8 Ehemaliger Pferdestall, Parkweg 7                                    |
| ja   | Datei hochladen | Ortswüstung Roking HERIS-ID: 58095 Objekt-ID: 68547                               | Standort KG: Seibersdorf                              | Die mittelalterliche Ortschaft Roking, 1239 erwähnt als Rokchingaer civis in Pruk, wird auf einem Areal zwischen Reisenberg und Seibersdorf verortet, wo durch luftbildarchäologische Methoden eine umgrenzte Fläche von 250 × 250 m Ausdehnung mit unterschiedlich großen Gruben ausgemacht werden konnte. Bereits im 15. Jahrhundert war die Siedlung in Abödung begriffen und spätestens 1590 eine unbewohnte Wüstung. Etliche Flurnamen (Rokingkreuz, Rokingäcker, …) erinnern an den Ort. | BDA-Hist.: Q38080463 Status: Bescheid Stand der BDA-Liste: 2025-06-30 Name: Ortswüstung Roking GstNr.: 490                                                                   |
| ja   | Datei hochladen | Pfeilerbildstock, Grenzstein HERIS-ID: 65979 Objekt-ID: 78849                     | Standort KG: Seibersdorf                              | Der Pfeilerbildstock im Westteil des Ortes ist am Schaft mit 1666 bezeichnet. | BDA-Hist.: Q38112240 Status: § 2a Stand der BDA-Liste: 2025-06-30 Name: Pfeilerbildstock, Grenzstein GstNr.: 151 Pfeilerbildstock, Seibersdorf                               |
| ja   | Datei hochladen | Grabsteine und Statue Schmerzensmann auf Pfeiler HERIS-ID: 65980 Objekt-ID: 78850 | Standort KG: Seibersdorf                              | Die Sitzfigur des Schmerzensmannes auf einem Pfeiler mit reliefiertem Quaderaufsatz ist am Sockel mit 1664 bezeichnet. | BDA-Hist.: Q38112259 Status: § 2a Stand der BDA-Liste: 2025-06-30 Name: Grabsteine und Statue Schmerzensmann auf Pfeiler GstNr.: 119                                         |
| ja   | Datei hochladen | Johannes Nepomuk-Kapelle HERIS-ID: 65981 Objekt-ID: 78851                         | Standort KG: Seibersdorf                              | Die Statue des hl. Johannes Nepomuk stammt aus der 2. Hälfte des 18. Jahrhunderts und steht in einer Giebelkapelle mit Korbbogenportal südlich des Marktplatzes. | BDA-Hist.: Q38112267 Status: § 2a Stand der BDA-Liste: 2025-06-30 Name: Johannes Nepomuk-Kapelle GstNr.: 87 John of Nepomuk chapel, Seibersdorf                              |
| ja   | Datei hochladen | Kath. Pfarrkirche hl. Leonhard HERIS-ID: 65983 Objekt-ID: 78853                   | Marktplatz 12, bei Standort KG: Seibersdorf           | Der kleine gotische, barock veränderte Bau gegenüber dem Schloss hat einen im Kern gotischen Westturm. Nach der Zerstörung durch die Türken 1688 wurde die Kirche neu errichtet. | BDA-Hist.: Q38112286 Status: § 2a Stand der BDA-Liste: 2025-06-30 Name: Kath. Pfarrkirche hl. Leonhard GstNr.: 22 Pfarrkirche hl. Leonhard, Seibersdorf                      |
| ja   | Datei hochladen | Pietà HERIS-ID: 65984 Objekt-ID: 78854                                            | Standort KG: Seibersdorf                              | Bei der Kirche steht eine Pietà in barocken Formen. | BDA-Hist.: Q38112295 Status: § 2a Stand der BDA-Liste: 2025-06-30 Name: Pietà GstNr.: 87 Pietà Seibersdorf                                                                   |
| ja   | Datei hochladen | Bildstock Rokingkreuz HERIS-ID: 65985 Objekt-ID: 78855                            | Standort KG: Seibersdorf                              | Der Steinpfeiler aus dem 17. Jahrhundert mit Schmiedeeisenkreuz steht nördlich des Ortes. | BDA-Hist.: Q38112304 Status: § 2a Stand der BDA-Liste: 2025-06-30 Name: Bildstock Rokingkreuz GstNr.: 489 Rokingkreuz                                                        |
| ja   | Datei hochladen | Figurenbildstock Schmerzenskreuz HERIS-ID: 65986 Objekt-ID: 78856                 | Standort KG: Seibersdorf                              | Die Statue der Sieben Schmerzen Mariens auf Pfeiler mit reliefiertem Quaderaufsatz ist mit 1664 bezeichnet. Sie steht südlich des Ortes. | BDA-Hist.: Q38112313 Status: § 2a Stand der BDA-Liste: 2025-06-30 Name: Figurenbildstock Schmerzenskreuz GstNr.: 830                                                         |